# Le notti bianche
Le notti bianche és una pel·lícula italo-francesa de 1957 basada en la novel·la homònima de Fiódor Dostoievski. Va ser dirigida per Luchino Visconti, amb Maria Schell i Marcello Mastroianni en els papers principals.

## Sinopsi
Una nit, prop d'un pont, un jove coneix a una noia que espera l'arribada del seu amant. La noia li demana ajuda per a localitzar la seva parella perquè sospita que està residint en un hotel de la localitat.

## Desenvolupament

### Primera nit
Era una nit meravellosa. Tot era estrany, “tothom ho havia abandonat”, solitud. Portava 8 anys vivint a Petersburg sense amics. Petersburg era el seu únic amic. Tots havien marxat al camp. No hi havia ningú.
Tenia com a amigues les cases, tenia unes preferides. Ell coneixia tot Petersburg. Tot Petersburg anava de vacances. Tots amb els seus mobles marxaven al camp. Ningú el convida, com si fos un estrany davant tots. Es va a la frontera amb tots i ell i tots se senten feliços. Està pensant en noies. Torna al seu barri apartat de tots, cantant. Sempre ha estat i estarà sol. Sent que aquesta nit ho espera una aventura. Va caminant i veu a una noia jove plorant. Ella es veu i ell la segueix. Comencen amb pas lleuger i després més ràpid, ell l'aconsegueix, hi ha un altre senyor, però la presa de la mà. Ell és molt tímid i mai havia parlat amb una dona. S'agraden i comencen a parlar. Ell té 26 anys i diu que mai ha estat estimat i mai ha estat enamorat, només en somnis. Diu que ningú el vol. Se'n riu de si mateix perquè diu que ell mateix és el seu propi enemic per no acostar-se a les dones ni parlar amb elles. S'acosta a ella perquè estava sola i plorant i ell se sentia feliç. Queden de veure's l'endemà però amb una condició: Que no s'enamori d'ella, només vol tenir una amistat. Ella comença a tenir confiança en ell. Al següent dia li dirà un secret però primer ha de conéixe'l millor. Ell se sent molt feliç i vol contar-li tota la seva història, però l'endemà.

### Segona nit
Comencen a parlar i ella li demana que conti la seva història. Però ell li diu que tota la seva vida ha viscut sol i mai ha vist ningú. Li pregunta el seu nom i és Nastenka. Ella li conta que va tenir una àvia que va estar enganxada d'ella amb una faldilla durant dos anys. Ell li diu que és un tipus; un home ridícul i somiador, igual que ella. Ell comença a contar la seva història: Viu en un racó de Petersburg i té una vida comuna i amb molta trivialitat. Als racons viuen els somiadors, homes estranys que viuen a l'ombra, sense amics, riures, bromes o temes alegres. Sense la capacitat d'animar a un convidat que acaba marxant burlant-se del somiador. Nastenka interromp i li diu que té una manera de parlar molt bona i ell respon que tota la seva vida ha guardat les seves paraules per a un moment com aquell. Segueix amb el final de la seva història: Ell a les tardes li agrada caminar i “observar” i està content encara que ningú el saludi ni res. Ningú el vol i fins al mateix s'espanta d'ell. La seva única companyia és una majordoma; Matriona.
Ell diu que somia amb tot, té una imaginació interminable. Llegeix llibres i se sent molt feliç. Li encantaria donar una de les seves hores fantàstiques d'imaginació. Ell és el creador de la seva vida avorrida, per la seva pròpia voluntat. Ell està enamorat i ha somiat amb dones i nits romàntiques, però en la vida real ningú el vol. També somia amb amigues i amics que mai tindrà, sempre ha viscut així i així morirà… Nastenka i ell no volen separar-se. Ell va a llocs on creu que és feliç i torna a pensar aquí. Fa un any exactament era aquí, pensant en la seva solitud. Diu que seria trist envellir sense haver viscut, fins sense haver sofert. La seva vida és un somni…
Nastenka vol plorar i diu que ha tingut una vida similar a la d'ell. Nastenka ja el coneix i li donarà un consell i li diu que sigui cordial com un amic de 100 anys.

### Història de Nastenka
Nastenka comença a contar la seva història: Ella té la seva àvia que ja està molt vella; els seus pares van morir quan ella era jove. Va aprendre francès i va acabar els seus estudis als 15 anys. Ara té 17 anys. L'àvia va decidir que viurien pegades per la faldilla. Un dia ella va fugir i l'àvia es va enutjar tant que Nástenka va viure a la casa de l'àvia. L'àvia era cega i deia que tot era millor en la seva època. A l'àvia li agradava que visquessin inquilins a la seva casa, un dia va arribar un i va pensar que volia casar-se amb Nastenka. L'inquilí els enviava llibres perquè Nastenka els llegís amb la seva àvia. Ell es trobava amb Nastenka d'amagat i volia estar més temps amb ella. Va portar Nastenka i a la seva àvia al teatre diverses vegades, però després de cert temps va deixar d'anar a veure-les. Nastenka estava desesperada i farta de viure pegada a la seva àvia, ella volia casar-se amb ell, volia escapar-se amb ell a Moscou, ell hi marxaria durant un any. Ell li diu que no té diners en aquest moment, però tornaria en un any amb ella. I un any després estava aquí enraonant-li la seva història a ell. I no l'havia vist ni li havia demanat la mà com havia promès. Fa un any havien estat ella i l'altre senyor, on estaven ells ara. Nastenka va començar a plorar. Ell la va consolar i li va dir que hauria de tornar amb l'altre home. Decideixen escriure-li una carta on digui si l'home volia tornar amb ella. Nastenka i ell són feliços que les seves vides s'hagin creuat. Ell l'ajuda a Nastenka en tot i Nastenka és la primera dona amb la que ha parlat i li ha donat esperances.

### Tercera nit
Ell està pensant, si plou no es veuran l'endemà. Nastenka ja estava amb l'altre home, ja no quedava res per a ell. Sent que està sent provat a més de sentir dolor. Nastenka està molt contenta perquè ell ha conservat la seva promesa de no enamorar-se d'ella, a més de dir-li que és encantador. El considera un molt bon amic. Ell està neguitós perquè l'home el vegi amb ella. Li diu el que va fer aquest dia va ser portar-li la carta a l'home i “dormir” i pensar en ella tot el temps. Donen les onze de la nit i no arriba l'altre home. Ell l'anima dient-li que era molt aviat perquè arribarà. Ella plora i li diu que el prefereix a ell, però a l'altre és a qui estima; vol seguir el seu interior, els seus sentiments. Ella sap que ell està enamorat d'ella i li diu que si alguna vegada estima i l'altra dona també l'estima seran molt feliços. S'adonen que l'altre home no vindrà, que tal vegada vingui l'endemà, o al següent. Diu que ell i ella estan units per sempre i vol saber més d'ell. Encara que ell sap que els units són ella i l'altre home.

### Quarta nit
Era el matí, i Nastenka l'esperava amb la carta; ell no la portava, i Nastenka es va desil·lusionar. Nastenka comença a plorar, ja no volia saber ni parlar de l'altre home. L'havien ferit. Ell intenta consolar-la i acaba dient-li que l'estima. Ella encara que ja ho sabia resta sorpresa. Ell comença a plorar i fins no vol veure-la mai més. Quan ell vet Nastenka plorar, no es pot contenir i li diu tot. Nástenka es penedeix d'haver-li dit anteriorment que gràcies que ell no s'havia enamorat d'ella. Quan ell està a punt d'anar-se'n Nastenka li diu que l'estima més que a l'altre home. Ella estima al que és generós i noble. Li demana la mà i ell accepta. Caminant van començar a parlar d'una altra cosa, sobre la seva futura vida. Nastenka li demana que es mudi amb ell juntament amb la seva majordoma, Matriona, a la seva casa amb la seva àvia. Ell serà l'inquilí de Nastenka. Van parlar i es van divertir molt, fins que va arribar l'altre home. Ella va marxar corrent amb l'altre home, el va abraçar, va tornar amb ell el va besar, després el va abandonar i va marxar amb l'altre home.

### El matí
Matriona li lliura una carta de Nastenka que diu: Que la perdoni perquè l'ha fet sofrir, també li diu que el vol. Li dona les gràcies per haver-la estimat quan ella tenia trencat el cor. Vol que sigui el seu millor amic i l'altre home. Que els visitin, encara que Nsstenka i l'altre homr s'anaven a casar.
Ell mai va tornar a veure ni saber res de Nastenka, encara que un moment de felicitat i amor per a un jove tan solitari com ell, és suficient a la vida.

## Repartiment
- Giorgio Albertazzi: Narrador
- Maria Schell: Nastenka
- Marcello Mastroianni: Mario
- Jean Marais: L'inquilí
- Marcella Rovena: Matriona
- Maria Zanoli: La criada
- Elena Fancera: La caixera
- Dirk Sanders: El ballarí
- Clara Calamai: La prostituta
- Lys Assia: La cantant

## Premis
- Premi Lleó d'Argent a la 18a Mostra Internacional de Cinema de Venècia: a Luchino Visconti.[3]
- Premi Nastro d'argento 1958: al millor actor (Marcello Mastroianni); a la millor música (Nino Rota) i a la millor escenografia (Mario Chiari i Mario Garbuglia).[4]
- 4a edició dels Premis Sant Jordi de Cinematografia 1960: al millor director estranger; i al millor guió estranger.[5]